# Судномоделізм

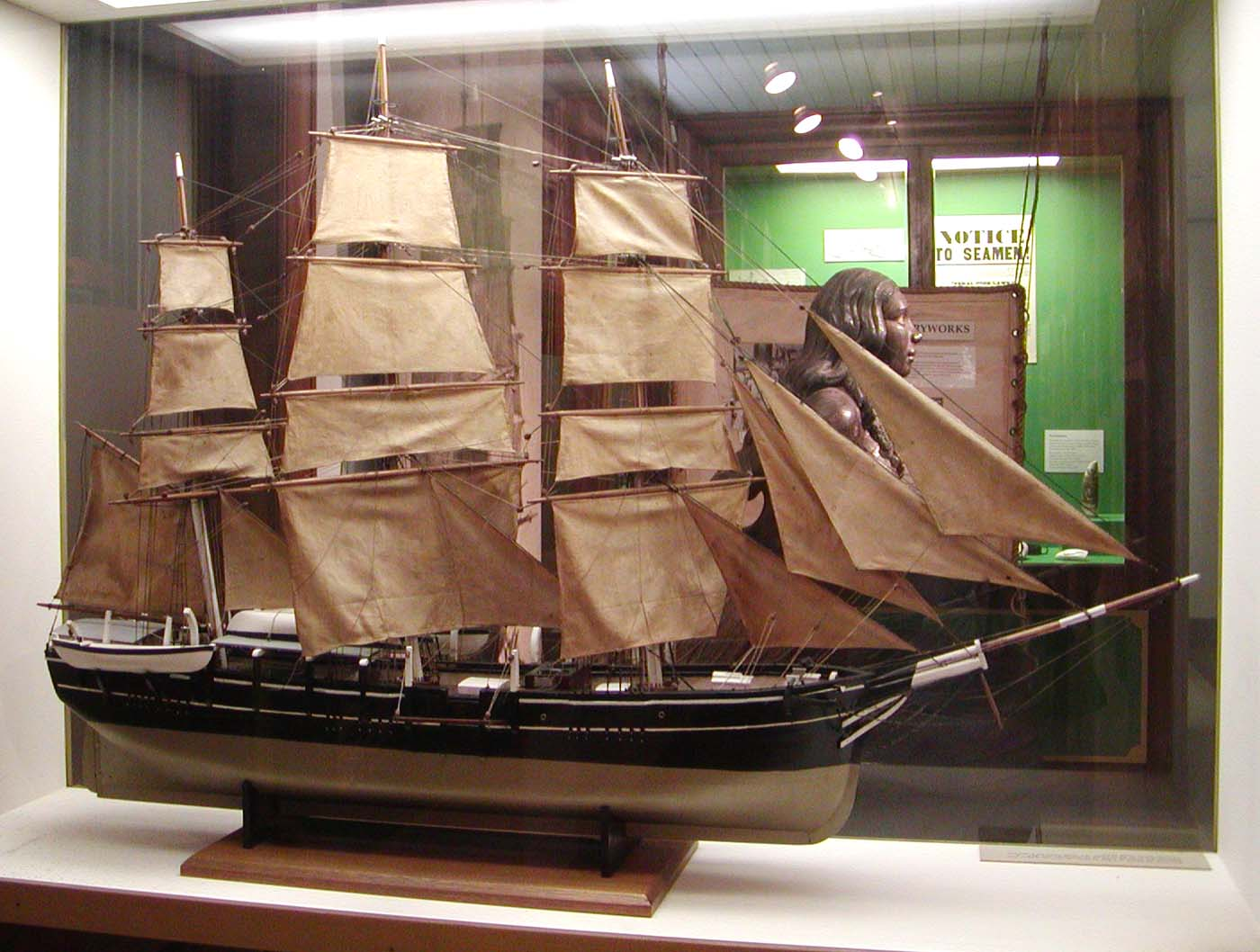
Модель-копія вітрильника в музеї Бішоп, Гаваї

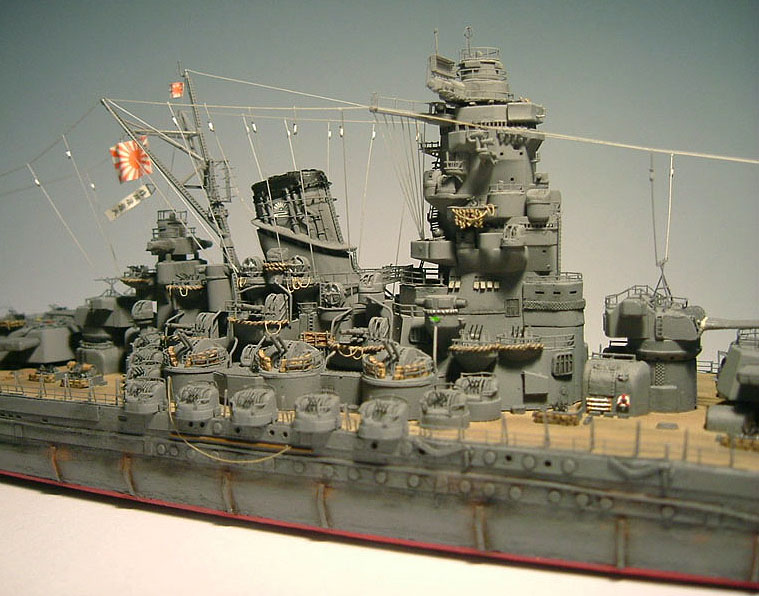
Фрагмент 1/700 масштабної моделі японського лінкора Yamato, деталізованої методом фототравлення.

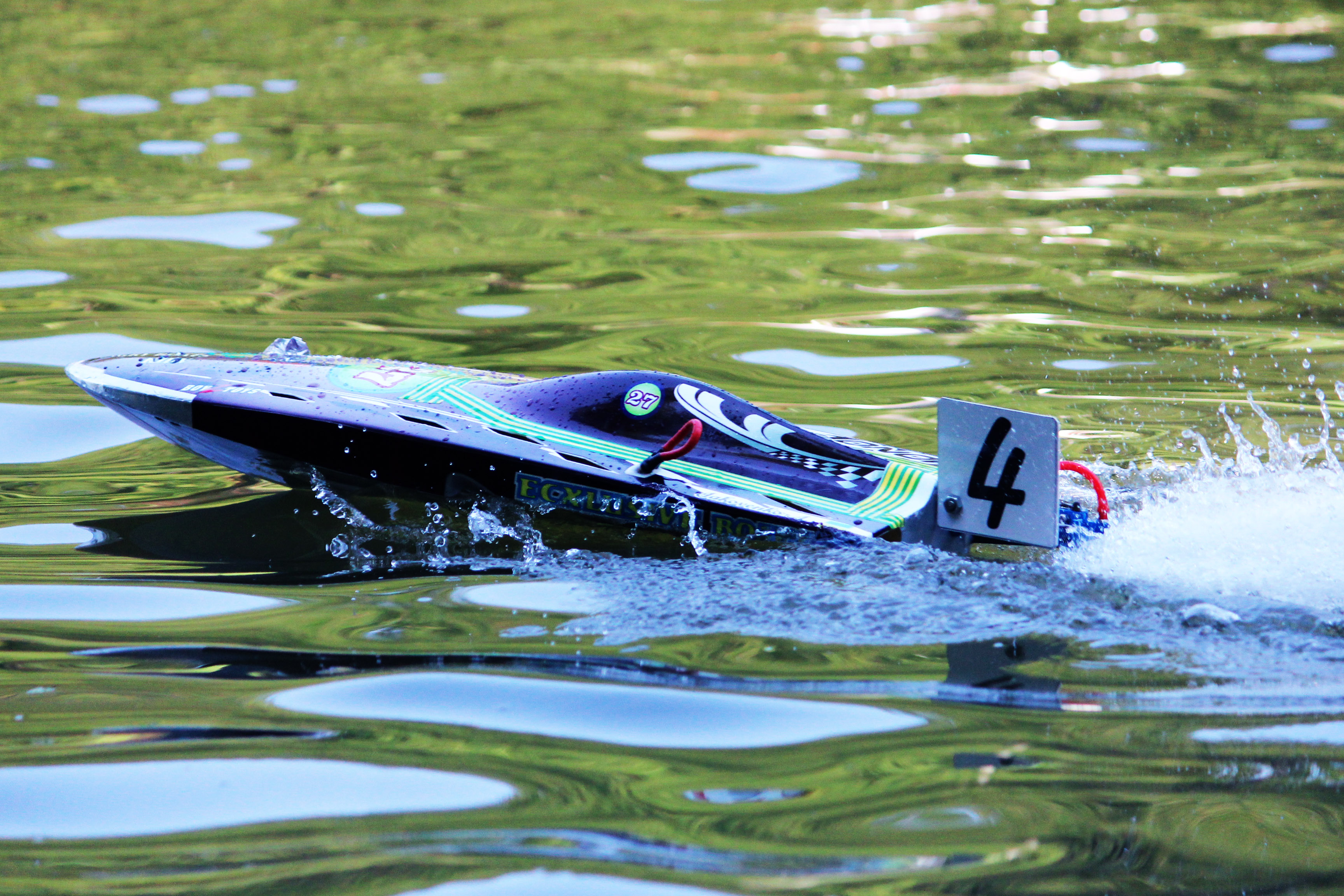
Швидкісна радіокерована модель класу Моно-1, 2015

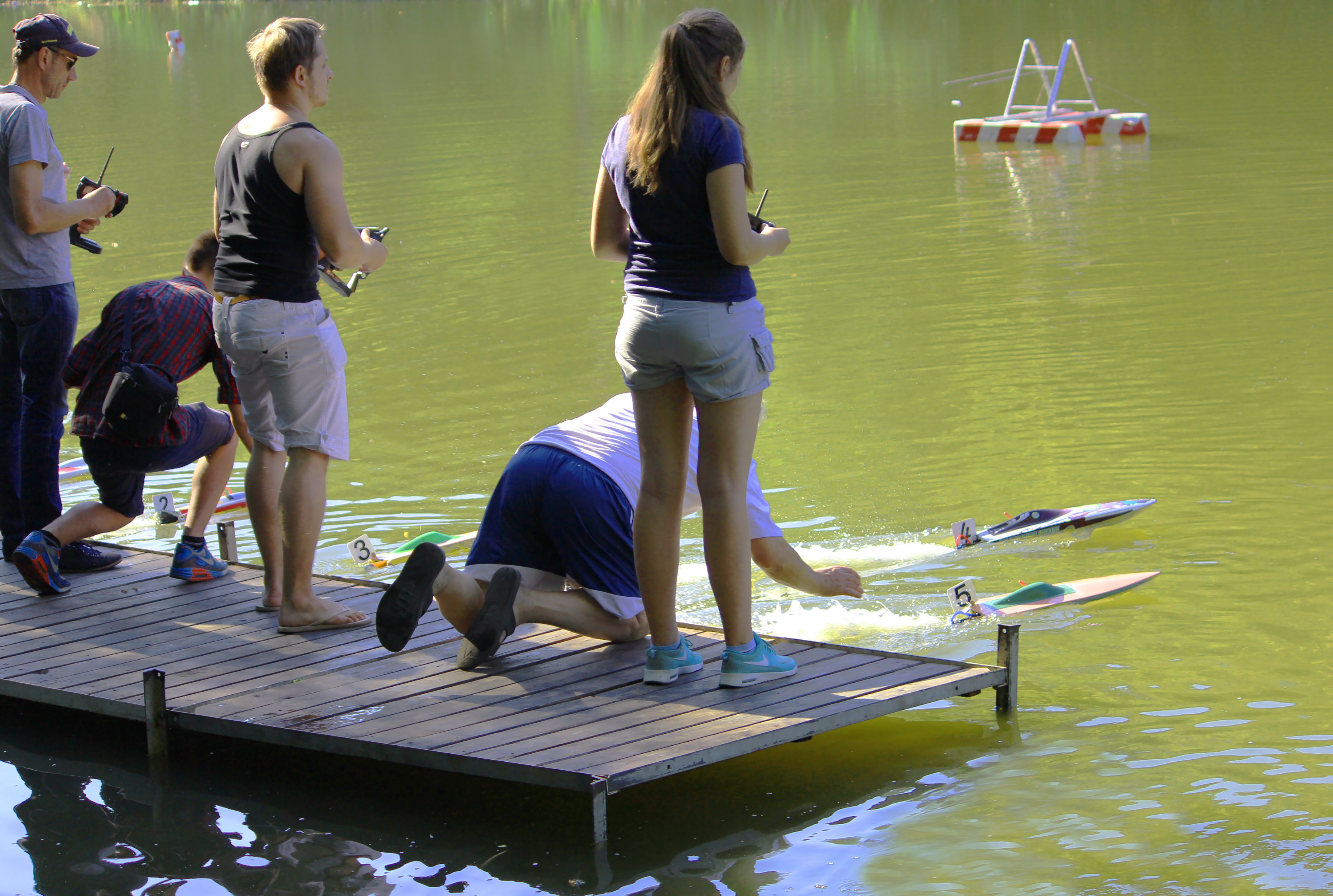
Старт швидкісних радіокерованих моделей на чемпіонаті України, 2015

Судномоделізм — вид  технічної творчості  серед інших видів  моделізму,  специфікою якого є побудова моделей суден та використання їх у спортивних змаганнях. Судномоделізм добре розвинений в усьому світі, включаючи виставки й конкурси моделей-копій різних масштабів,  спортивні перегони серед рухомих моделей з двигунами різних конструкцій.
Судномоделізм як вид технічної творчості вимагає уміння роботи з металом, деревиною, фарбами, тканиною — при виготовленні корпусу, рангоуту та такелажу суден. Побудова моторних моделей вимагає уміння у виготовленні та налаштуванні двигунів та рушіїв — водних та повітряних гвинтів, водних коліс. Побудова моделей-копій вимагає знань з історії суднобудування, а побудова плаваючих моделей — знання теорії суден.
При виготовленні деталей моделей суден застосовуються токарні та фрезерні роботи, роботи зі свердління, лиття, паяння, випилювання, шліфування, креслення тощо.

## Моделі-копії
Ексклюзивні моделі, копії історичних суден, виготовляють з цінних порід дерева (горіха, червоного дерева). Деталі оформлення таких вітрильників, їх вітрила створюються вручну. Дотримується максимальна точність, щоб модель була наближена до свого реального прототипу. Такелаж моделей вітрильників повторює такелаж справжніх кораблів.
Багато моделей вітрильників є витворами мистецтва, і цінні не тільки через свою красу, а й через використаний матеріал.

## Судномодельний спорт
Судномодельний спорт – це технічний вид спорту, в якому проектують і споруджують самохідні радіокеровані та інші моделі суден, кораблів і яхт різних класів для спортивних змагань. 
Спортсмени проводять турніри, на яких оцінюються реалістичність відтворення, швидкість, маневрування, а також проводять  швидкісні перегони керованих моделей тощо. Загалом спор-тивні моделі діляться на 36 класів. 
Цей вид спорту офіційно визнаний в Україні як  неолімпійський вид спорту.  Його розвиток  на нашій території покладено на плечі керівництва ФСССУ – Федерація судномоделізму та судномодельного спорту України.
Організацією  всесвітніх чемпіонатів з судномодельного спроту займається NAVIGA, членами якої є національні спортивні  федерації. Завданням NAVIGA є підтримка та розповсюдження судномодельного спо-рту в усьому світі та встановлення дружніх зв’язків з людьми, що займаються цим видом спорту.